# Сан-Педро (Сільський південь Белізу)
Сан-Педро — місто в південній частині острова Амбергріс-Кей в окрузі Беліз в Центральній Америці. За оцінками на  
2015 рік, населення міста становить близько 16 444 особи.  Це друге за величиною місто в окрузі Беліз і найбільше в Сільському півдні Белізу.

## Історія
Сан-Педро отримав статус міста в 1848 році. Англійська мова є основною мовою спілкування в місті, проте багато жителів говорять іспанською. Одна з основних галузей економіки у місті — туризм, насамперед підводне плавання. Сан-Педро відвідує багато дайверів з інших країн, на острові є барокамера.

## Населення
| 1991  | 2000  | 2012   |
| ----- | ----- | ------ |
| 1 842 | 4 499 | 13 381 |